# Жабурникові
Жабурникові (Hydrocharitaceae) — родина рослин, до якої належать такі добре відомі водні рослини, як жабурник звичайний, водяний різак алоевидний, елодея канадська, валіснерія спіральна та інші.
Станом на 2009 рік включає 16 родів (див. розділ Види) і близько 120  видів, поширених майже всюди.
Жабурникові —  багаторічні, рідше однорічні рослини, частково або повністю занурені у воду.

## Ботанічний опис

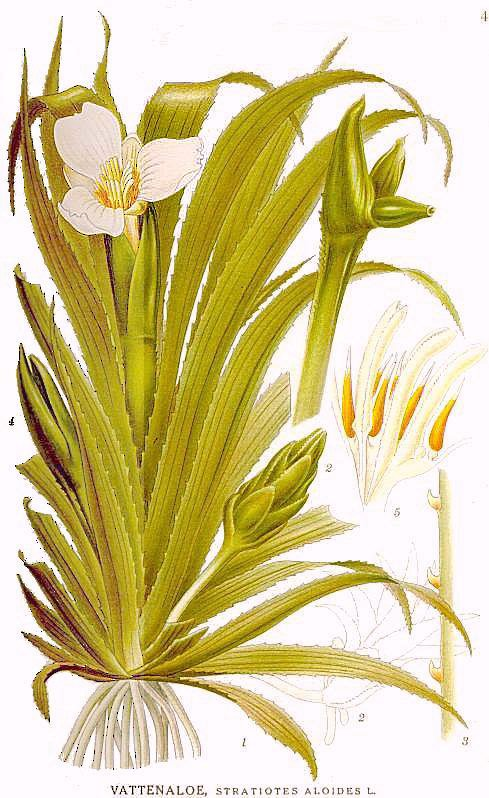
Водяний різак алоевидний. Ботанічна ілюстрація із книги К. А. М. Ліндман «Bilder ur Nordens Flora», 1917—1926

Листя знаходяться під водою (елодея), або плаває на поверхні води (жабурник), або стирчить з води (водяний різак), з глянцевою листковою пластинкою; листки можуть бути округло-ниркоподібними, округло-серцеподібними,  довгастими, ланцетними, лінійними або стрічкоподібними, з довгими ніжками або без ніжок, в кільцях по три-чотири (елодея), або зібрані в  розетки (водяний різак), за формою краю листки можуть бути гострими пилчастими (водяний різак), цілокраї тощо.
 Квітки здебільшого виринають над поверхнею води, з подвійним оцвітинами, трьома чашолистоками і трьома білосніжними пелюстками, одностатеві, до цвітіння вкриті прозорим дволистим чохлом. Зав'язь нижня. У валіснерії  маточкові квітки поодинокі, на спірально закручених квітконосах, з трубчастим чохлом (покривалом) зі зрощених приквітків; тичинкові квітки зібрані по кілька в однолистих плівчастих покривах, пізніше відриваються від рослини і спливають на поверхню води, з двома тичинками; оцвітина добре розвинена, подвійна або проста.
 Розмножується вегетативно за допомогою коротких ниткоподібних  пагонів, що утворюють дочірні розетки (водяний різак).

## Поширення і екологія
Представники родини поширені у водоймах тропічного і помірного поясів.

## Значення і застосування
Зустрічаючись у водоймах великими масами (водяний різак) і навіть у величезних кількостях (елодея), жабурникові заповнюють водні  басейни і порушують господарське використання, перешкоджаючи  рибальству і  судноплавству. У той же час значне скупчення органічних речовин в самій зеленій масі рослин може бути з успіхом використано і місцями застосовується для господарських цілей (на добриво для полів і городів, корм для деяких домашніх тварин, зокрема  свиней).

## Роди
Повний список родів родини за даними сайту GRIN:
- Apalanthe Planch.
- Appertiella C.D.K.Cook & Triest
- Blyxa Noronha ex Thouars — Блікса
- Egeria Planch. — Егерія
- Elodea Michx. — Елодея
- Enhalus Rich. — Енгалус
- Halophila Thouars
- Hydrilla Rich. — Гідрила
- Hydrocharis L. typus — Жабурник
- Lagarosiphon Harv. — Лагаросифон
- Limnobium Rich. — Лімнобіум
- Najas L. — Наяда
- Nechamandra Planch.
- Ottelia Pers. — Отелія
- Stratiotes L. — Водяний різак
- Thalassia Banks ex K.D.Koenig — Таласія
- Vallisneria L. — Валіснерія